# Sweet Pop!
「Sweet Pop!」（スゥイート ポップ!）は、日本のガールズバンド・SILENT SIREN（当時の表記はSilent Siren）のデビューシングル。2012年11月14日にドリーミュージックから発売された。

## 解説
本シングルの発売前にも、Silent Siren（以下、サイサイと略す）はインディーズからミニ・アルバム2枚を発表していたが、本作でサイサイはメジャーデビューを果たした。表題曲は2012年9月13日、shibuya duo musicexchangeにて行われたSilent Siren SPECIAL LIVEで初披露。このライブでサイサイに新加入した黒坂優香子は本作が初の参加作品となった。
カップリング曲の「CRAZY LADY」は、初のワンマンライブで公開後、このシングルになるまで演奏されることはなかった。
オリコンデイリーランキングでは2012年11月18日付最高18位、ウィークリー（2012年11月26日付）では最高23位を獲得した。

## 収録曲
全曲 作詞：すぅ、作曲：クボナオキ、編曲：samfree&クボナオキ
1. Sweet Pop!
TX「TOKYO BRANDNEW GIRLS」エンディング・テーマ
CX系「生田くん、ハイ!」エンディング・テーマ
2. CRAZY LADY

チヨダ「CEDAR CREST」CMソング

特典
- 初回限定生産版には、生写真1枚ランダム封入（全10種 [メンバー個人2種類、4人で撮影2種類] ）とフリーマーケット応募券封入
  - 生写真にはサイン入りも数枚存在する
- Sweet Pop! Music Video(エンハンスドCD-EXTRA仕様)